# Kurt Felix
Kurt Felix (ur. 4 lipca 1988 w Saint George’s) – grenadyjski lekkoatleta specjalizujący się w wielobojach.
W 2010 zajął 5. miejsce na igrzyskach Ameryki Środkowej i Karaibów. W tym samym roku był jedenasty na igrzyskach Wspólnoty Narodów. W 2012 reprezentował Grenadę na igrzyskach olimpijskich w Londynie, na których nie ukończył rywalizacji dziesięcioboju. Dwa lata później startował na igrzyskach Wspólnoty Narodów w Glasgow, podczas których zdobył brązowy medal w dziesięcioboju i ustanowił wynikiem 8070 pkt. rekord Grenady w tej konkurencji. W 2015 zdobył srebrny medal igrzysk panamerykańskich w Toronto. Podczas rozgrywanych w tym samym roku mistrzostw świata w Pekinie zajął ósme miejsce z wynikiem 8302 pkt., poprawiającym tym samym ustanowiony rok wcześniej rekord Grenady w dziesięcioboju o 232 punkty. Szósty zawodnik siedmioboju na halowych mistrzostwach świata w Portlandzie (2016). W tym samym roku zajął 9. miejsce podczas igrzysk olimpijskich w Rio de Janeiro. W 2017 w Londynie zajął siódme miejsce w konkursie wieloboistów na mistrzostwach świata.
Wielokrotny rekordzista kraju. Medalista mistrzostw NCAA oraz CARIFTA Games.

## Osiągnięcia
| Rok  | Impreza                                   | Miejsce        | Konkurencja   | Lokata      | Wynik     |
| ---- | ----------------------------------------- | -------------- | ------------- | ----------- | --------- |
| 2008 | Mistrzostwa panamerykańskie w wielobojach | Santo Domingo  | dziesięciobój | 13. miejsce | 6946 pkt. |
| 2010 | Igrzyska Ameryki Środkowej i Karaibów     | Mayagüez       | dziesięciobój | 5. miejsce  | 7144 pkt. |
| 2010 | Igrzyska Wspólnoty Narodów                | Nowe Delhi     | dziesięciobój | 11. miejsce | 7121 pkt. |
| 2012 | Igrzyska olimpijskie                      | Londyn         | dziesięciobój | –           | DNF       |
| 2013 | Mistrzostwa świata                        | Moskwa         | dziesięciobój | –           | DNF       |
| 2014 | Igrzyska Wspólnoty Narodów                | Glasgow        | dziesięciobój | 3. miejsce  | 8070 pkt. |
| 2015 | Igrzyska panamerykańskie                  | Toronto        | dziesięciobój | 2. miejsce  | 8269 pkt. |
| 2015 | Mistrzostwa świata                        | Pekin          | dziesięciobój | 8. miejsce  | 8302 pkt. |
| 2016 | Halowe mistrzostwa świata                 | Portland       | siedmiobój    | 6. miejsce  | 5986 pkt. |
| 2016 | Igrzyska olimpijskie                      | Rio de Janeiro | dziesięciobój | 9. miejsce  | 8323 pkt. |
| 2017 | Mistrzostwa świata                        | Londyn         | dziesięciobój | 7. miejsce  | 8227 pkt. |
| 2018 | Halowe mistrzostwa świata                 | Birmingham     | siedmiobój    | –           | DNF       |

## Rekordy życiowe
- bieg na 1000 metrów (hala) – 2:42,91 (12 marca 2011, College Station) rekord Grenady
- skok wzwyż (hala) – 2,17 (24 lutego 2011, Nampa) rekord Grenady
- skok o tyczce (stadion) – 4,60 (7 czerwca 2012, Des Moines i 23 lipca 2015, Toronto) były rekord Grenady
- skok o tyczce (hala) – 4,61 (13 lutego 2016, West Lafayette) były rekord Grenady
- siedmiobój – 5986 pkt. (19 marca 2016, Potland) były rekord Grenady
- dziesięciobój – 8509 pkt. (25 czerwca 2017, Ratingen)